# Calloporina patagonica
Calloporina patagonica är en mossdjursart som beskrevs av Hayward och Ryland 1990. Calloporina patagonica ingår i släktet Calloporina och familjen Microporellidae. Inga underarter finns listade i Catalogue of Life.